# Мюзикъл (филмов жанр)
Музикалният театър, или мюзикъл, е вид филмов жанр, който комбинира елементи от живото музикално изпълнение, танца и театъра.
Сред най-известните филмови адаптации по мюзикъли са:
- „Исус Христос суперзвезда“ (1971),
- „Кабаре“ (1972),
- „Коса“ (1979),
- „Евита“ (1996),
- „Чикаго“ (2002),
- „Фантомът от Операта“ (2004).

Пример за обратния път на адаптацията е романът „Целувката на жената-паяк“, превърнал се първо в широкоекранна адаптация и чак по-късно – в мюзикъл.